# Juan Gualberto Guevara
Juan Gualberto Guevara de la Cuba (Villa de Vitor, 12. srpnja 1882. – Lima, 27. studenog 1954.), je bio peruanski rimokatolički kardinal i nadbiskup Lime.

## Životopis
Juan Gualberto Guevara rođen je u Villa de Vitor u nadbiskupiji Arequipa. Diplomirao je na Sveučilištu San Agustin, 1912. godine, postavši bakalaureat iz umjetnosti. Na kraju odlazi na Papinsko sveučilište Gregoriana u Rimu, gdje je 1922. stekao doktorat iz kanonskog prava.
Za svećenika je zaređen 2. lipnja 1906. godine u Arequipi. Djelovao je kao župni svećenik od 1906. do 1910. godine u Arici, danas u Čileu. Postao je vicerektor sjemeništa u Arequipi, 1910. godine, gdje je ostao deset godina, sve do 1920. Od 1916. do 1920. postao je sakristan katedrale u Arequipi. Također je radio kao djelatnik novina El Deber, najstarijih novina na jugu Perua (1916. – 1940.) te kao ravnatelj istih (1928. – 1940.).
Guevara je imenovan biskupom Trujilla, 15. prosinca 1940. godine. Kada je biskupija Trujillo uzvišena na rang nadbiskupije, postao je njen prvi nadbiskup 23. svibnja 1943. godine. 13. siječnja 1945. imenovan je za peruanskog vojnog vikara te se na toj dužnosti zadržao do smrti. Papa Pio XII. ga je imenovao kardinalom svećenikom crkve Sant'Eusebio na konzistoriju, 18. veljače 1946. On je tako postao prvi kardinal Peruanac. Umro je 1954. godine od raka u Limi i pokopan u gradskoj katedrali. Za svoje geslo je imao Gospodin mi je svjetlost (lat. Dominus illuminatio mea).

## Vanjske poveznice
- (engl.) Juan Gualberto Guevara na catholic-hierarchy.org